# И ти ли си човек?
„И ти ли си човек?“ (на корейски: 너도 인간이니?; на английски: Are You Human?) е южнокорейски сериал, който се излъчва по KBS2 от 4 юни до 6 август 2018 г.

## Сюжет
О Ро-ра, известен учен, авторитет в сферата на изкуствения интелект, е принудена да се раздели с малкия си син Нам Шин. За да се справи със загубата си, през годините тя изгражда различни AI роботи, които нарича Nam Shin I, II и III. Години по-късно, при опит да бъде убит, Нам Шин изпада в кома. За да защити позицията му на наследник на чебол, Ро-ра изпраща Нам Шин III да заеме мястото му и да изпълнява задълженията му.
Канг Со-бонг става телохранителят на Нам Шин III, решенa да стигне до дъното на странните му коментари и поведение. Колкото повече го опознава, толкова повече започва да се влюбва в него. Но най-вече трябва да го опази от хората, които са се опитали да убият Нам Шин.

## Актьори
- Со Канг-джун – Нам Шин / Нам Шин III
- Гонг Сунг-йон – Канг Со-бонг
- И Джун-хьок – Джи Йонг-хун
- Пак Хуан-хи – Со Йе-на
- Ким Сонг-рьонг – О Ро-ра
- Ю О-сунг – Со Джонг-гил
- Пак Йонг-гю – Нам Гън-хо